# Forte Rohtas
Il forte Rohtas (urdu: قلعہ روہتاس - Qila Rohtas) è un fortino costruito dal grande re afgano Sher Shah Suri. Questo forte misura circa 4 chilometri di circonferenza ed è il primo esempio di fusione tra gli stili architettonici Pukhtun e Hindu del continente.

## Nome del forte
Sher Shah Suri lo chiamò Qila Rohtas prendendo spunto dal famoso forte Rohtasgarh, situato nel distretto di Shahabad, vicino a Baharkunda, Bihar, conquistato dal raja di Rohtas Hari Krishan Rai nel 1539. Rohtasgarh si trova nella parte alta del fiume Son, alle coordinate 20 37' Nord e 85 33' Est. Venne costruito da Harish Chandra della dinastia Solar e prese il nome dal figlio Rohitasva.

## Motivi della costruzione
Sher Shah costruì Qila Rohtas per bloccare il ritorno dell'imperatore Humayun in India dopo averlo sconfitto nella battaglia di Kanauj. Questo forte si trova sull'antica strada che unisce il nord dell'Afghanistan alle pianure del Punjab. Bloccò la strada da Peshawar a Lahore. L'altro motivo fu quello di fermare le tribù della regione di Potohar, chiamati Gakhar, che si erano alleati con Humayun e non erano fedeli a Sher Shah Suri. I Gakhar organizzarono una debole resistenza costruendo piccole fortificazioni nei pressi del villaggio di Sultanpur che esistono tuttora.

## Posizione geografica
Qila Rohtas si trova in una gola 16 chilometri a nord-ovest di Alessandria Bucefala e a 7 da Dina. Venne costruito su di una collinetta in cui il piccolo fiume Kahan si unisce al fiume Parnal Khas e svolta verso est, in direzione di Tilla Jogian. Il forte è sollevato di circa 100 metri rispetto ai dintorni. Ha un'altitudine di 900 metri sul livello del mare ed occupa un'area di poco superiore ai cinque ettari.

## Pianta della struttura

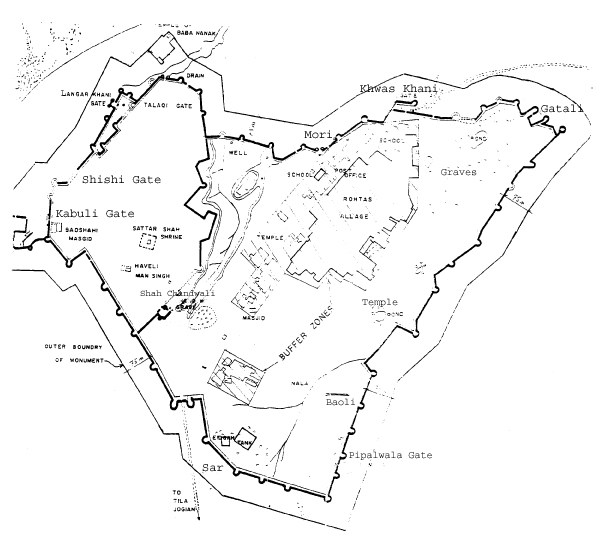
Pianta della struttura

Qila Rohtas è un fortino che può ospitare fino a 30 000 uomini. A causa della sua locazione, delle massicce mura, delle porte e di tre Baoli (mura a gradini) era in grado di resistere ad un duro assedio, anche se non ne ha mai subiti.
Buona parte del forte venne costruita con grossi blocchi di pietra raccolti nei villaggi circostanti, come ad esempio a Tarraki. Per la costruzione di altre parti sono stati utilizzati i mattoni.
Il forte ha una forma irregolare che segue i contorni della collina su cui è costruito. Ha una circonferenza di circa quattro chilometri. Un muro lungo 533 metri divide la cittadella dagli altri quartieri.
Le fortificazioni hanno 68 bastioni ad intervalli irregolari. Una delle porte (Langar Khani)  permette l'accesso alla cittadella ed è una trappola, infatti è sulla linea di fuoco dei bastioni.
La porta Khwas Khani è un esempio di doppie mura. Una piccola enclave sul lato occidentale è una cittadella nella cittadella. È accessibile solo attraverso una porta ed ha un pregevole Baoli che porta a pensare che fosse destinata al capo ed alla sua famiglia. In questa cittadella si trova un ottimo maschio chiamato moschea di Shahi (da non confondere con quella di Lahore). Non ci sono palazzi nel forte se si esclude quello costruito dal raja Man Singh chiamato Haveli di Man Singh. Venne eretto sul punto più alto della cittadella.

## Costo della costruzione
I lavori di costruzione iniziarono nel 1541 grazie a Todar Mal Khatri, responsabile del progetto. I Gakhar, proprietari dell'area su cui sorse il forte, si rifiutarono di aiutare nei lavori.
Todar Mal affrontò problemi che dovette riportare a Sher Shah, il quale scrisse in risposta: "So che sei un uomo d'affari, comprensione ed intelligenza. Vedo che non ci può aspettare lavoro da te, perché consideri il denaro un tuo amico. Quando ti ho incaricato del lavoro tu non avresti dovuto preoccuparti dei soldi chiedendo una percentuale. Quali siano le spese, saranno sostenuto dal mio governo".
Dopo aver ricevuto la risposta mise una statua di Ashraf in ogni parete il primo giorno. Questo ritmo venne ridotto nei giorni successivi.
Il boicottaggio del costo di costruzione fu esagerato. Avrebbe dovuto essere più basso per i Ghakkar. Le seguenti fonti danno stime sui costi leggermente differenti.
- Waqiat-i-Jahangiri sostiene che i costi furono di Rs. 34,25,000. Si riferisce ad un'iscrizione su una pietra ritrovata nella porta Shishi

“L'ammontare è di 16, 10, 00,000 Dam, 34, 25.000 rupie dell'Indostan, 120.000 Toman iraniani o 1,21,75,000 Khanis del Turan”.
- Secondo il Tarikh-i-Daudi il costo fu di 80.505.002 Dam.

## Mura fortificate

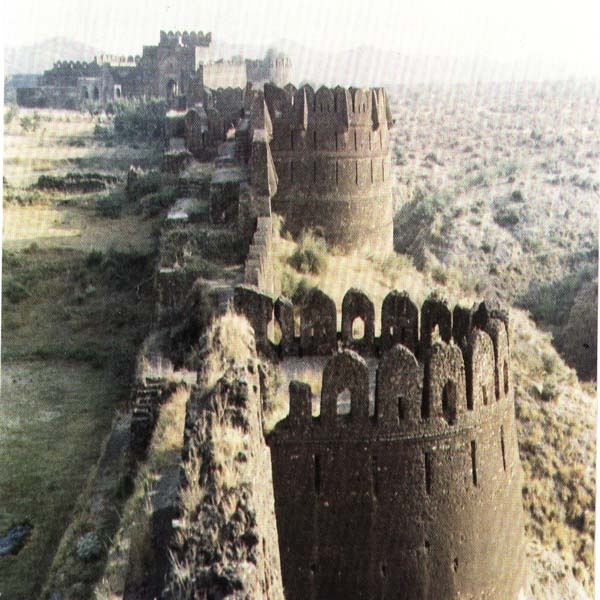
I bastioni

L'altezza del muro esterno varia dai 10 ai 18 metri. Lo spessore invece va dai 10 ai 13 metri. Il muro ha due o tre terrazze e raggiunge lo spessore maggiore nei pressi della porta Mori. Le terrazze sono unite da scale. Il terrazzo superiore è ornato da merli. I moschetti potevano sparare attraverso questa merlatura. I soldati potevano anche versare piombo fuso oltre le mura.
Le mura sono costruite con mattoni di arenaria cementati da calce fusa. Le porte sono composte da massi di pietra grigia. Alcune parti sono in mattoni cotti.

## Le porte
Forte Rohtas è composto dalle seguenti dodici porte, tutte in pietra.

### Porta Sohail

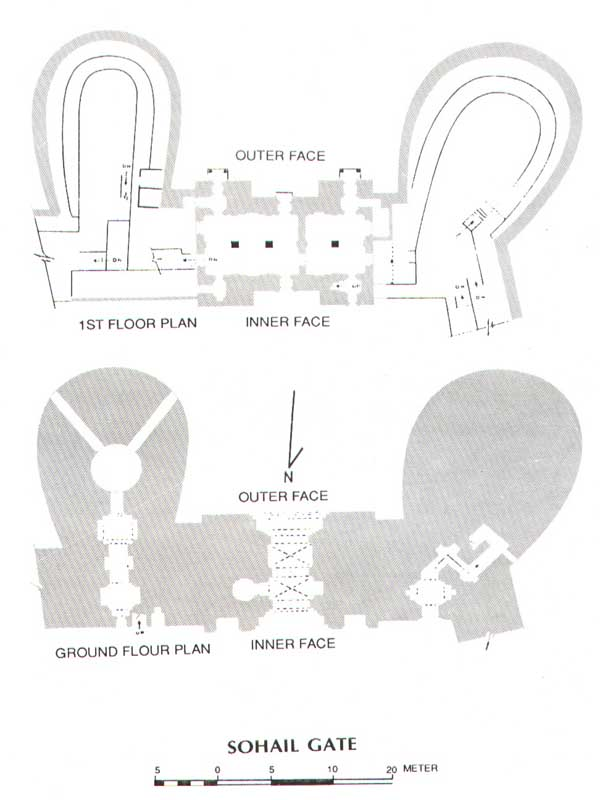
Progetto della porta Sohail

La porta è il miglior esempio di edilizia dei tempi di Sher Shah. Eredita il nome dal nome del santo Sohail Bukhari sepolto nel bastione sud-occidentale della porta. Secondo altri il nome sarebbe dovuto alla stella Sohail che sorge proprio davanti a questo lato del forte.
Si tratta di una doppia porta di forma rettangolare. È alta 21,34 metri, larga 20,73 metri e spessa 4,72 metri. Ha un arco interno ed uno esterno decorati con motivi di girasoli. Questa decorazione è ripetuta in tutte le parti del Qila.

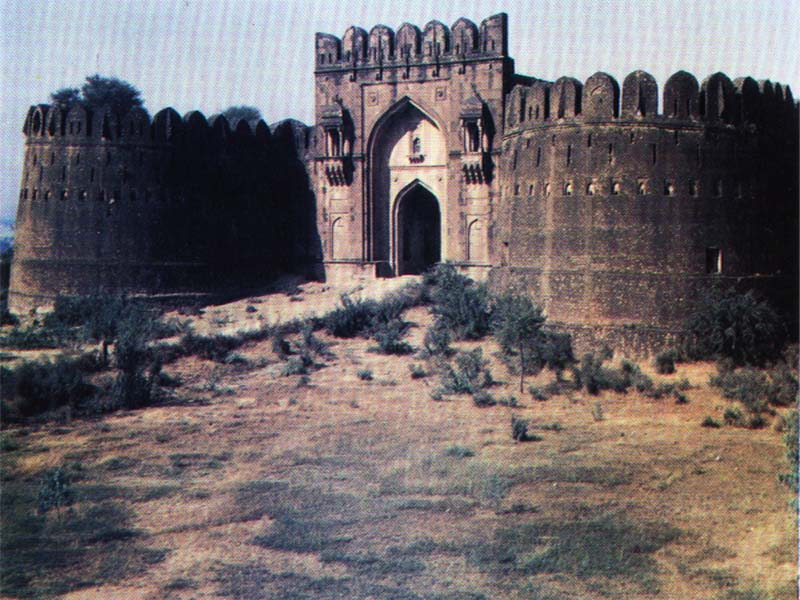
Porta Sohail

Vi sono balconi su entrambi i lati dell'arco centrale. Questi balconi sono completati da una piccola cupola ed i lati e la parte inferiore sono decorati. A differenza di altre parti del Qila costruiti in stile afgano-persiano, il balcone è un esemplare di architettura Hindu. Si possono ammirare gli stessi balconi sull'Haveli di Man Singh. C'è una piccola finestra al centro dall'arco esterno. Questa finestra è diversa dai balconi per il fatto che è più semplice.

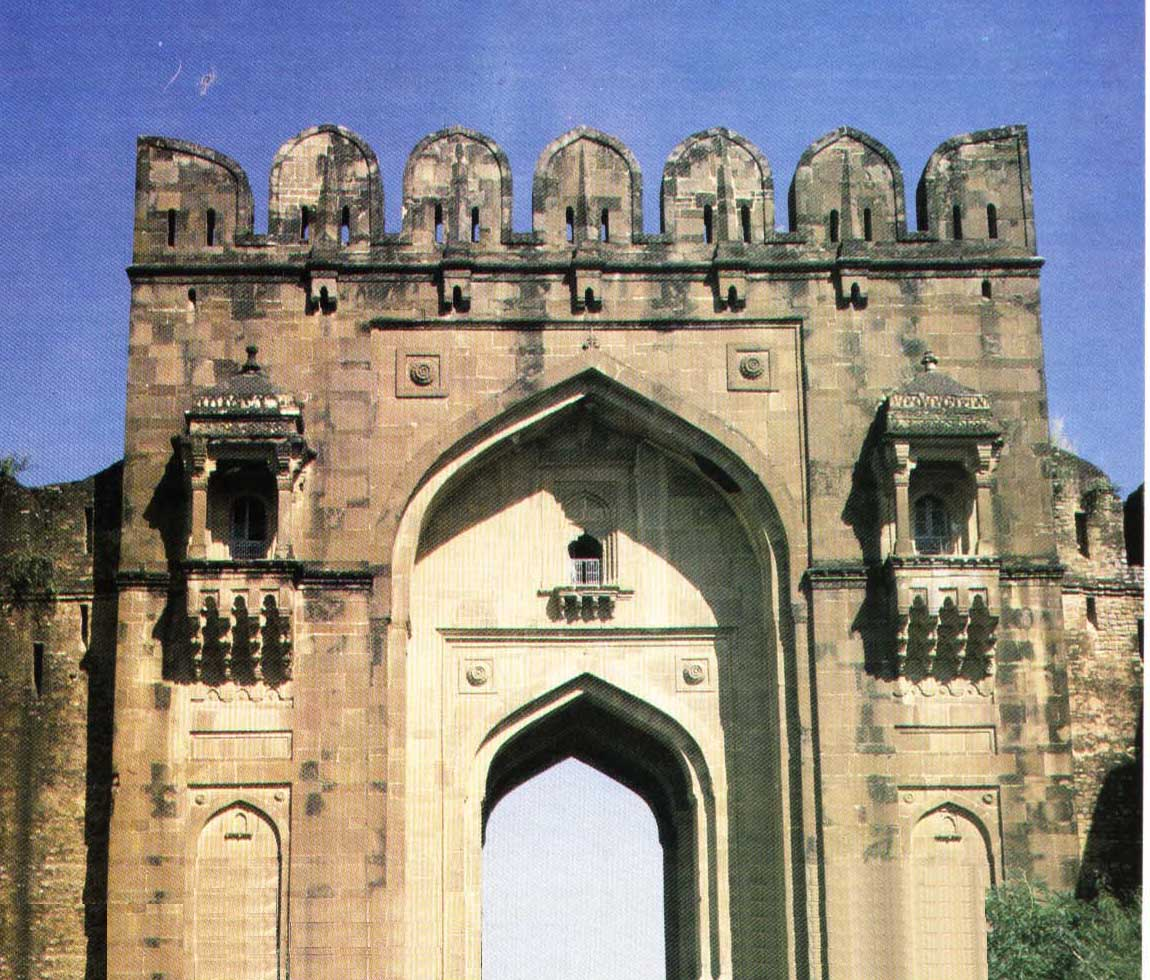
Particolare della porta Sohail

Sulla porta si trovano sette merli. I bastioni hanno feritoie circolari, e sono costruiti su tre piani.

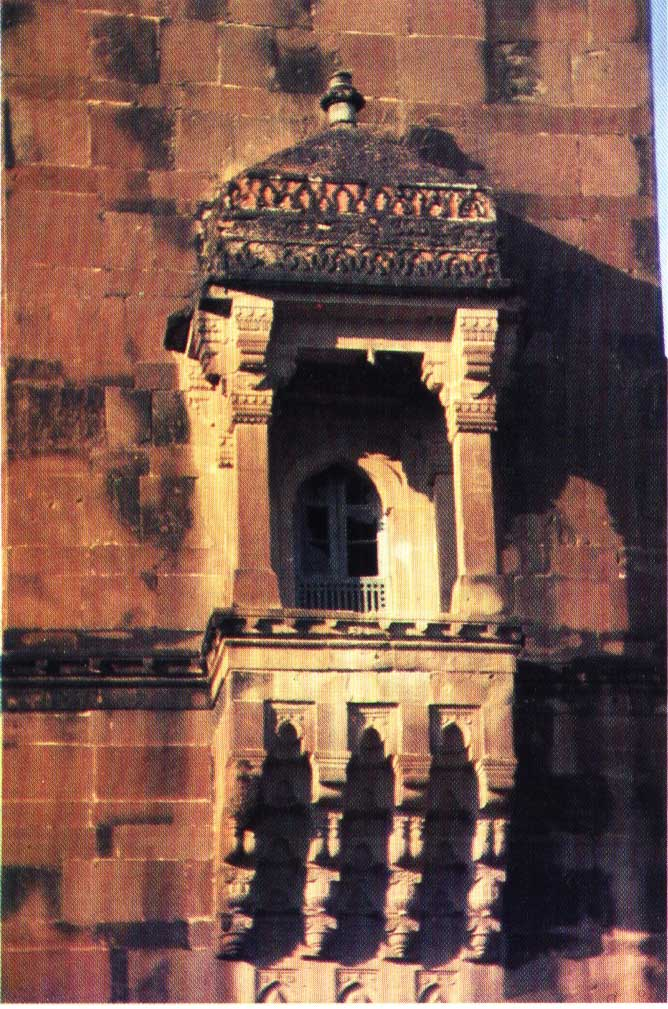
Il balcone della porta Sohail

Il lato interno rispecchia quello esterno tranne per il fatto che possiede meno decorazioni. Non esistono feritoie verso l'interno, né balconi. Le stanze al piano superiore hanno finestre che si aprono verso l'interno del Qila. Anche verso l'interno si apre una piccola finestra situata al centro dell'arco. Attualmente la porta ospita un centro visitatori ed un museo della Himalayan Wildlife Foundation.

### Porta Shah Chandwali

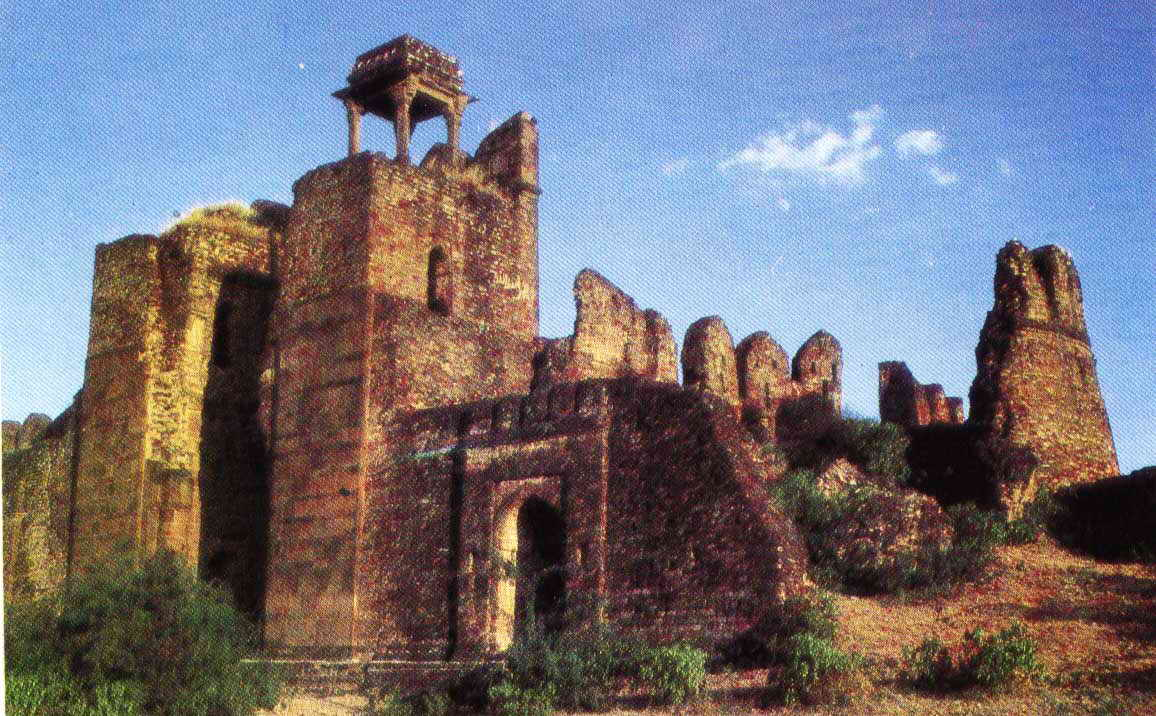
Porta Shah Chandwali

Questa porta unisce la cittadella al forte principale. Prende il nome dal santo Shah Chandwali che si rifiutò di ritirare la paga per i lavori svolti su questa porta. Il santo morì mentre era ancora al lavoro sulla porta e venne sepolto lì vicino. Il suo reliquiario esiste tuttora.
Anche questa è una doppia porta. La parte esterna, quella che si affaccia sulla cittadella, è larga 13,3 metri e spessa 8,23 metri. La parte interna è un semplice arco largo 3,66 metri.

### Porta Kabuli

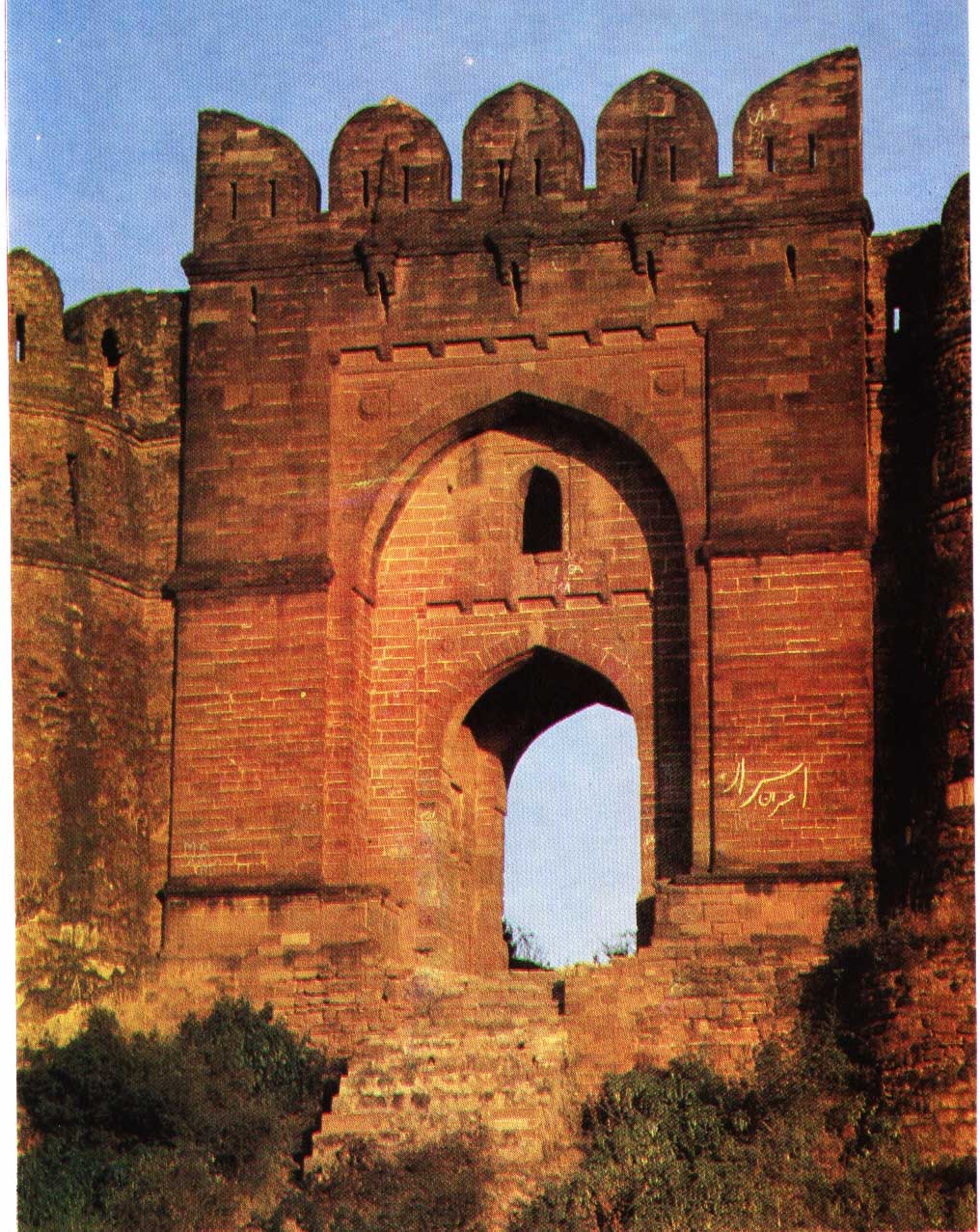
Porta Kabuli

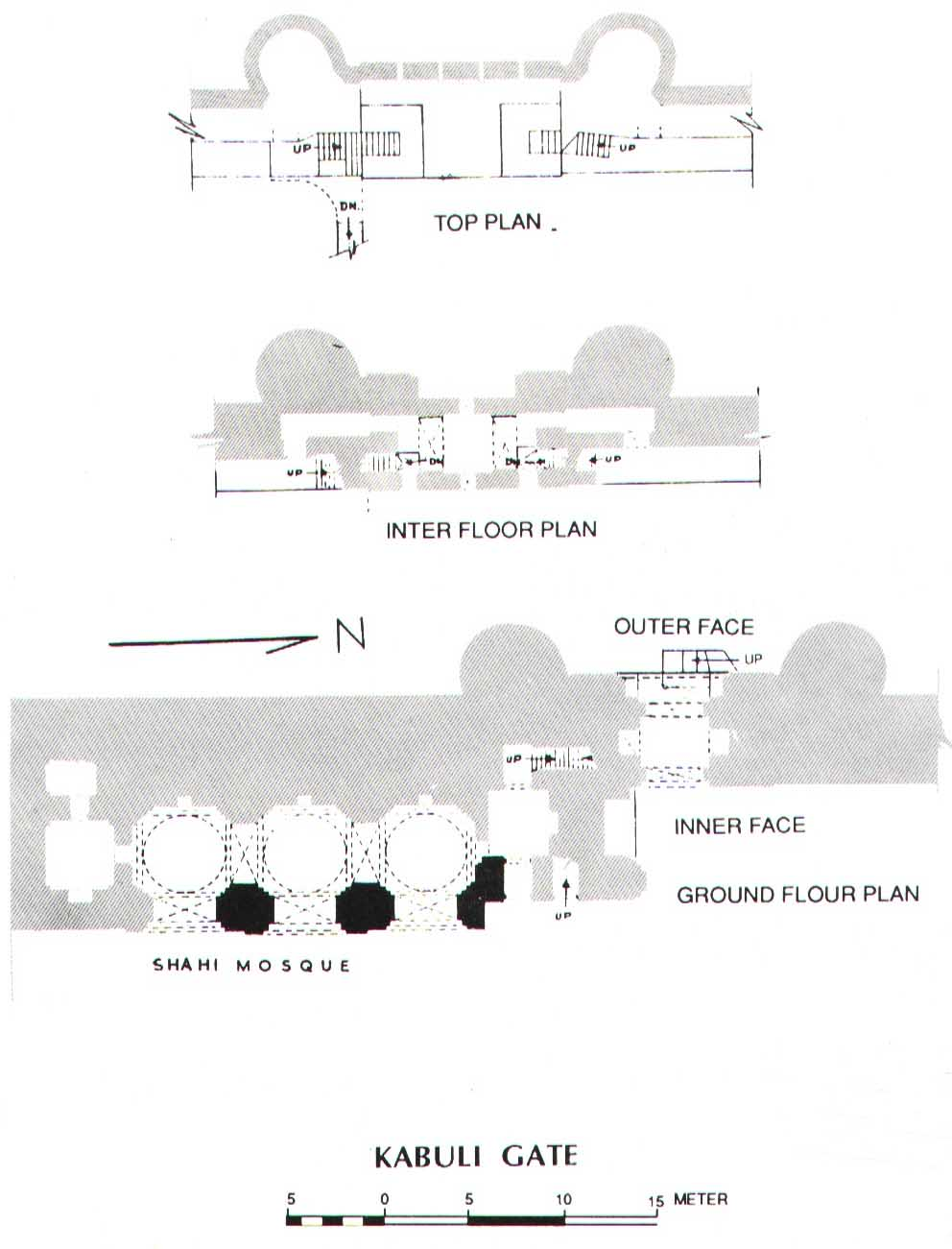
Progetto della porta Kabuli

Questa porta si apre verso ovest e deve il nome al fatto che si affaccia verso Kabul. È una porta doppia con un'apertura di 3,15 metri. Ha due bastioni su ogni lato. La porta ha cinque feritoie in cima, e scale che dall'esterno salgono fino alla cima. Sul lato meridionale della porta si trova la moschea Shahi (Reale), e per questo motivo molti la chiamano Shahi Darwaza (porta reale). C'è un Baoli vicino a questa porta.

### Porta Shishi

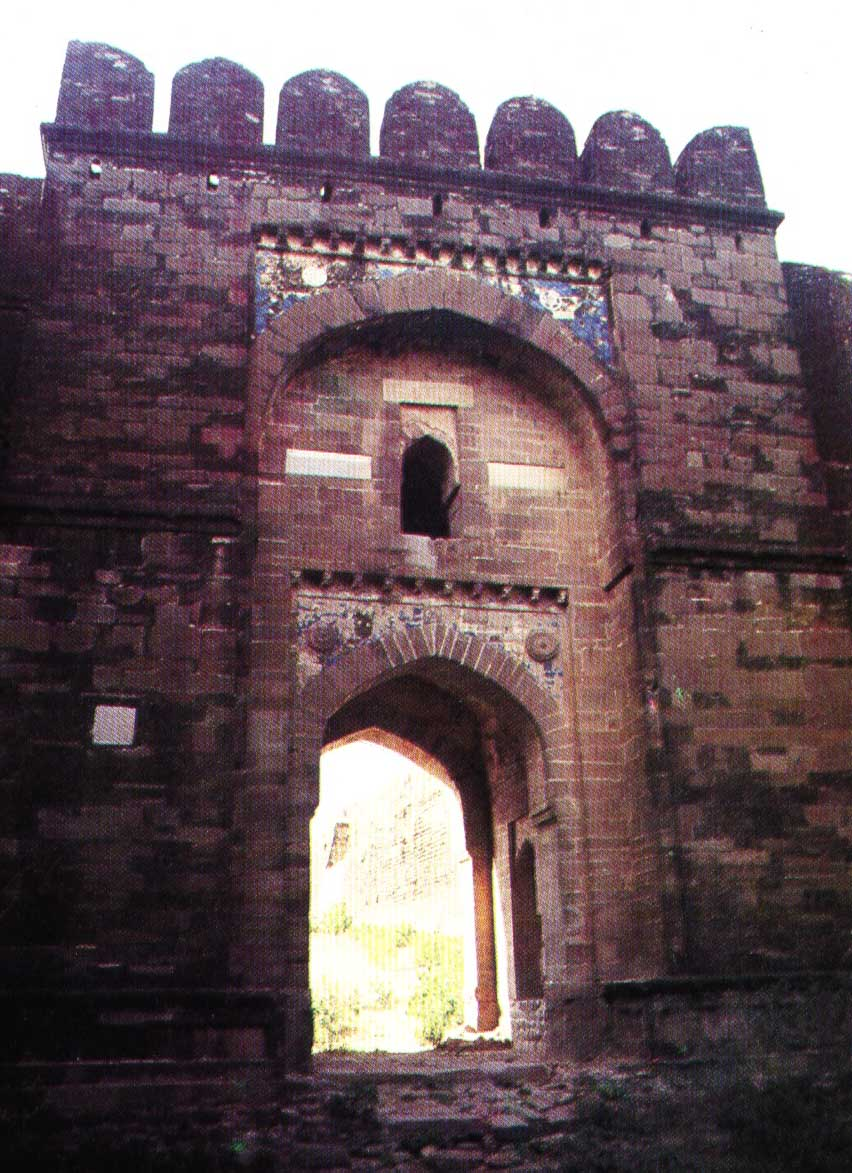
Porta Shishi

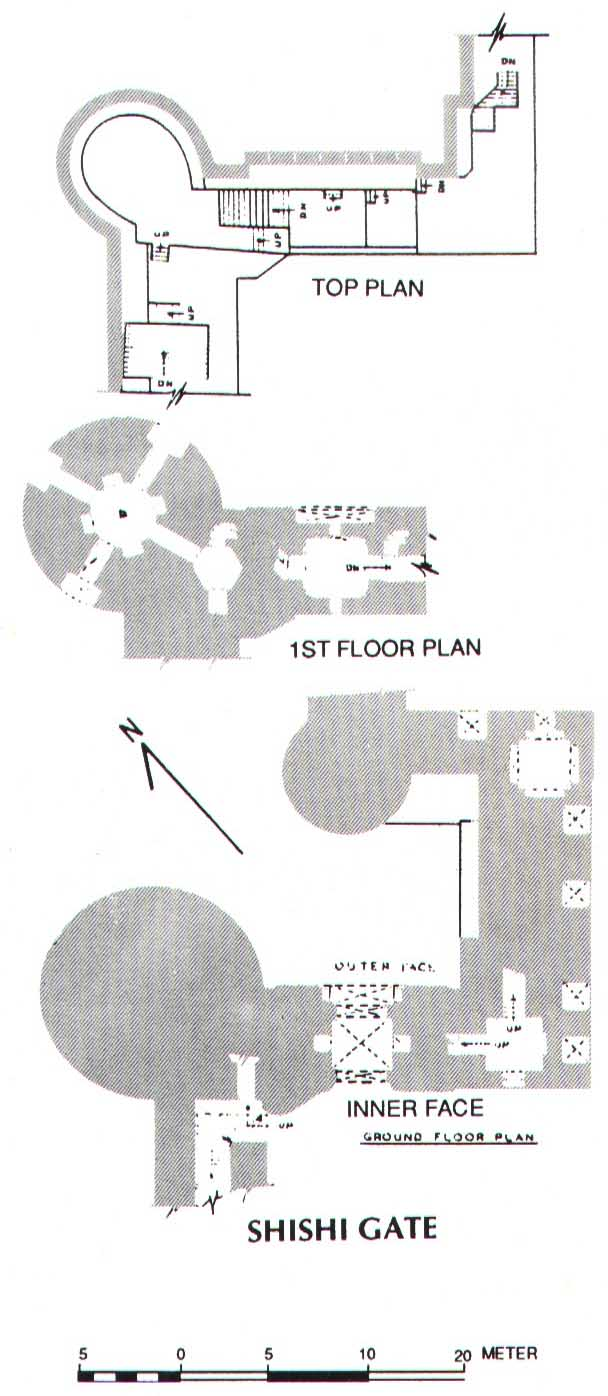
Progetto della porta Shishi

La porta prende il nome dalle vetrate a mosaico usate per decorare l'arco esterno. Queste vetrate sono i primi esemplari di questa tecnica che venne in seguito raffinata a Lahore. Le vetrate usano il colore blu.
Un'inscrizione sul lato sinistro della porta riporta la data di costruzione del forte. La lingua usata è il persiano e può essere tradotta in questo modo:
Nell'anno dell'Egira 948

Al tempo della costruzione di questo grande forte

L'imperatore è Sher, con lunga vita

Non esiste paragone per la sua buona fortuna

Venne completato dal sultano Shahu
L'anno 948 corrisponde al 1541.

### Porta Langar Khani

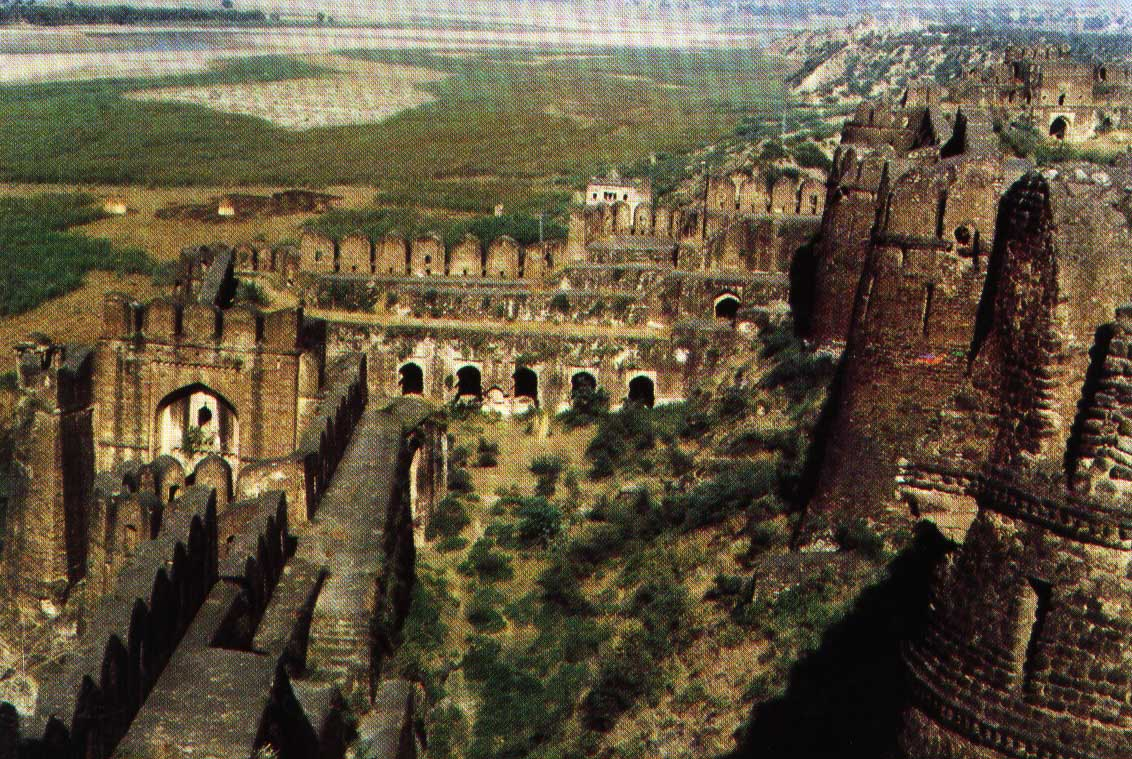
Porta Langar Khani

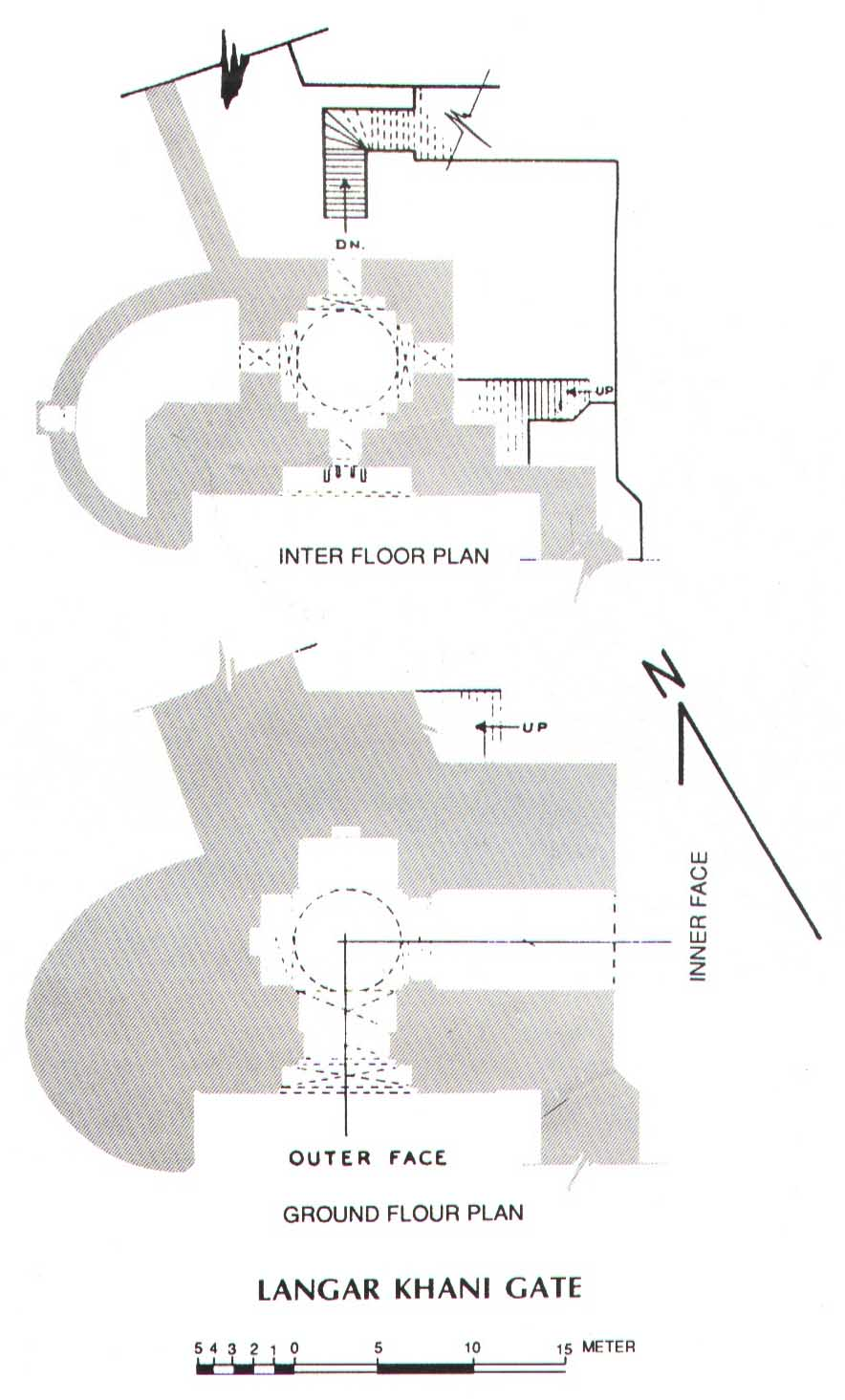
Progetto della porta Langar Khani

È una doppia porta alta 15,25 metri e larga 3,5 metri con un'apertura ad arco. L'arco esterno ha una piccola finestra simile a quella della porta Sohail. La parte esterna si apre verso Langar Khana.
Ci sono due bastioni per ogni lato della porta che contiene anche una cucina, deposito ed un pozzo per l'acqua. L'apertura ha una forma ad L. Appena entrati dalla porta bisogna girare a destra.

### Porta Talaqi
Questa porta è alta 115,25 metri e larga 13,8 metri con due bastioni per lato. La porta prende il nome da “Talaq” (ripudio). Secondo una leggenda il principe Sabir Suri entrò dalla porta ed ebbe un attacco di febbre che gli fu fatale. Questo fatto fu preso come un cattivo presagio, per cui gli venne associato il nome di “Talaqi”.

### Porta Mori o Kashmiri
La porta si apre a nord verso il Kashmir. Questa porta permette l'accesso ad una stanza.

### Porta Khwas Khani

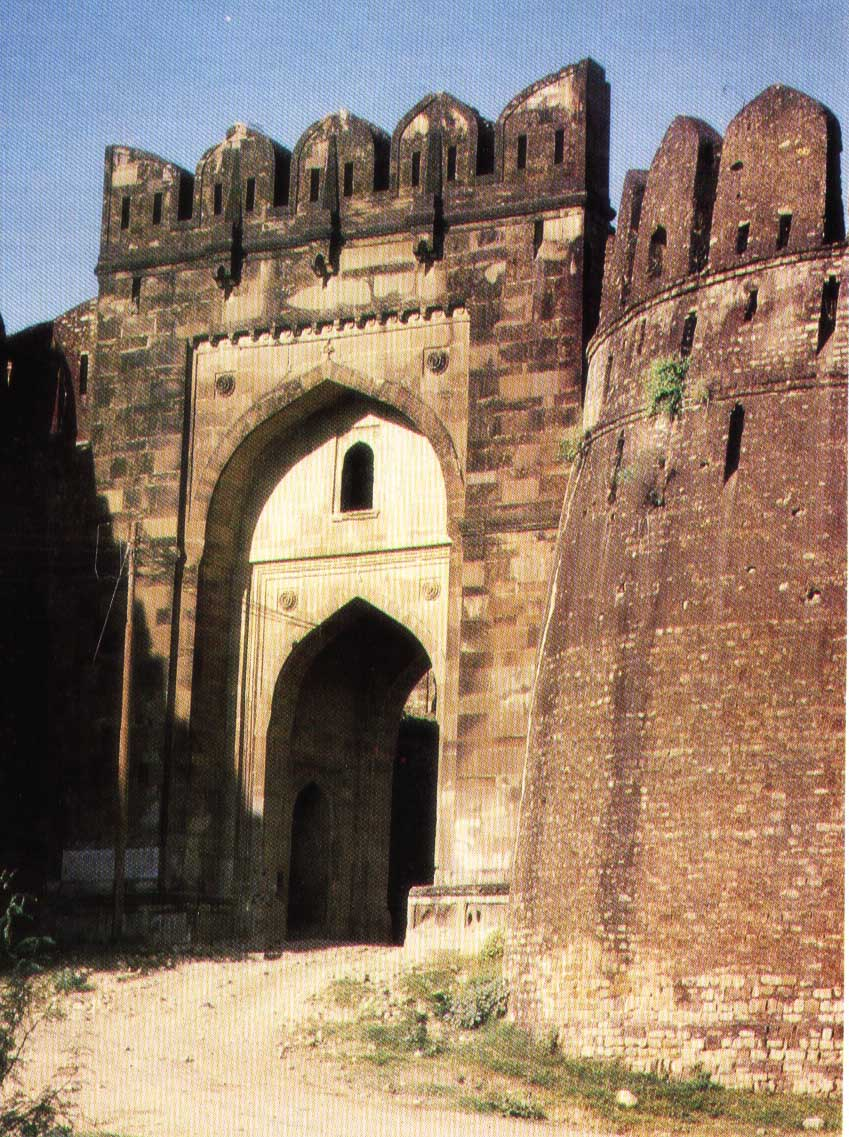
Porta Khwas Khani

Questa porta prende il nome da uno dei più grandi generali di Sher Shah Suri, Khwas Khan. Era l'entrata originale del Qila visto che permette l'accesso alla strada principale, quella che univa l'Afghanistan al Punjab.
È una doppia porta. Quella esterna è larga 12,8 metri e spessa 8 metri. Ha un bastione ed un muro difensivo su ogni lato. I cannoni potevano essere messi sui bastioni. Le due porte interna ed esterna sono identiche. La cima è ornata da cinque feritoie, tutte di forma circolare. A differenza delle altre porte, in questa si trovano cinque feritoie anche sul lato interno.
Gli archi interno ed esterno hanno motivi floreali raffiguranti girasoli, come la porta Sohail. Questa porta ha una stanza con finestre che si aprono verso l'interno e verso l'esterno.
Quando i Gakhar rifiutarono l'alleanza con Sher Shah Suri, egli lanciò da questa porta una spedizione per punirli. Grazie a questa operazione venne cattura il capo dei Gakhar, Sarang Khan, e la figlia. Sarang Khan venne ucciso e la figlia sposò il generale preferito da Sher Shah, Khwas Khan.

### Porta Gatali

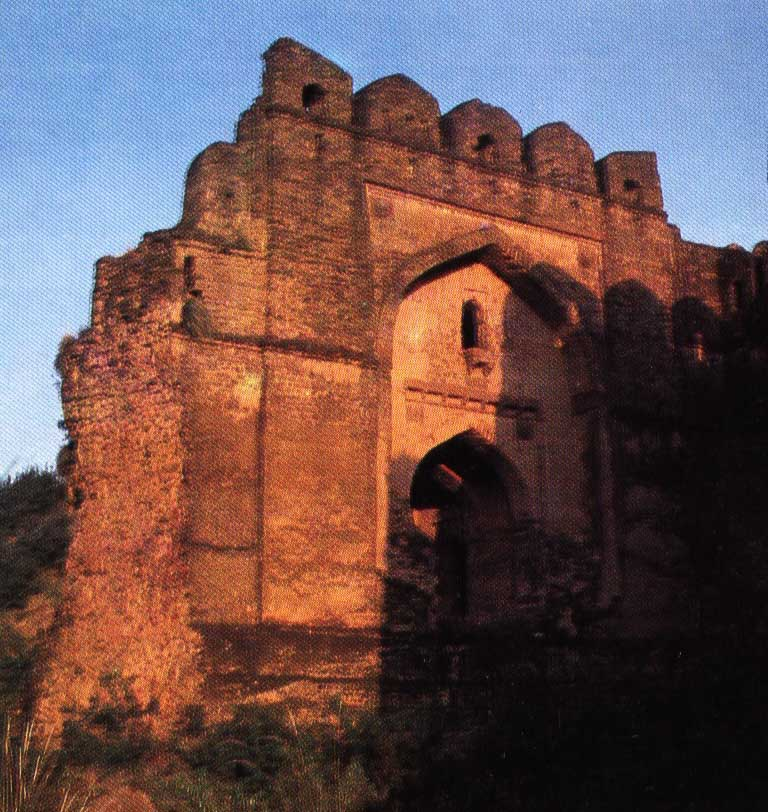
Porta Gatali

È una porta singola alta 9,15 metri e spessa 6,1 metri. Questa porta si affaccia sul guado per il villaggio Gatali chiamato anche Patan Gatiali o Gatiyalian, importante guado sul fiume Jhelum per raggiungere la valle del Kashmir, e da questo prende il nome.

### Porta Tulla Mori
È più un'entrata che una porta. Si trova sul lato orientale del forte, ed è larga circa 2 metri. C'è un bastione vicino all'entrata.

### Porta Pipalwala
È una piccola entrata simile alla porta Tulla Mori, ed è larga 2,13 metri.

### Porta Sar
Anche questa è una piccola entrata, con un bastione. Accanto alla porta si trova anche un Baoli. Viene chiamata "Sar" perché significa acqua.

## Altri edifici

### Moschea di Shahi

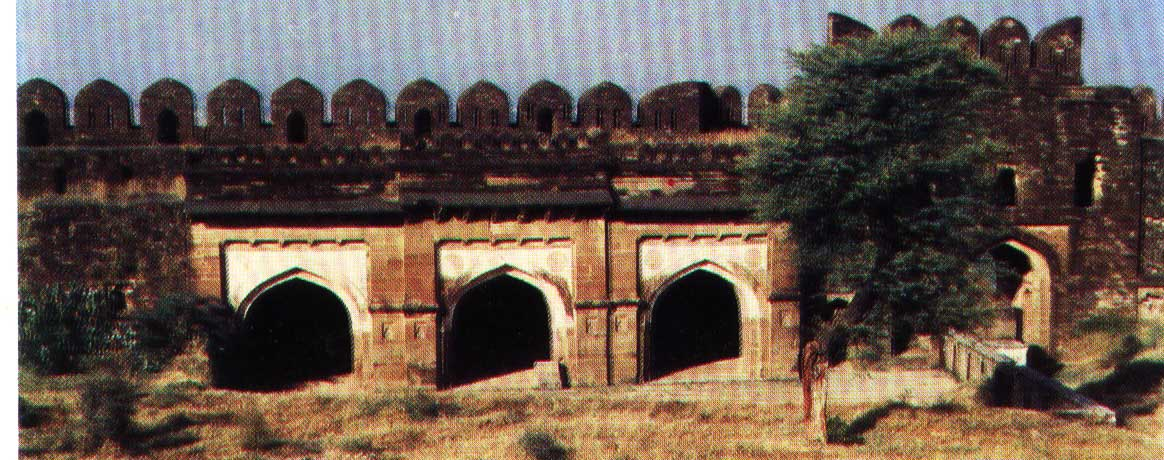
Moschea di Shahi

Questa piccola moschea si trova vicino alla porta Kabuli. Ha una camera di preghiera ed un piccolo cortile. È il più decorato degli edifici originari del forte. Per essere sempre pronti in caso di attacco, alcune scale collegano direttamente il cortile alla parte superiore della porta Kabuli.
La camera di preghiera è lunga 19,2 e larga 7,3 metri. È divisa in tre camere uguali. All'interno si trovano cupole che non sono visibili dall'esterno. Al termine delle tre stanze se ne trova una più piccola. Questa stanzetta era riservata all'Imam. Non esiste un luogo dedicato all'abluzione (il lavaggio prima della preghiera). La moschea è stata costruita con mura fortificate ed i soldati possono camminare sul tetto.
Sul muro esterno della moschea si trovano versi arabi scritti in grafia Naskh. Questi versi sono circondati da Lilly. I disegni Lilly vennero in seguito usati dai Gran Mogol nella tomba di Jahangir, in quella di Nur Jehan e nella porta Shah Burj del forte Lahore. Il progetto sembra essere copiato dalle monete usate in quel periodo.

### Baoli

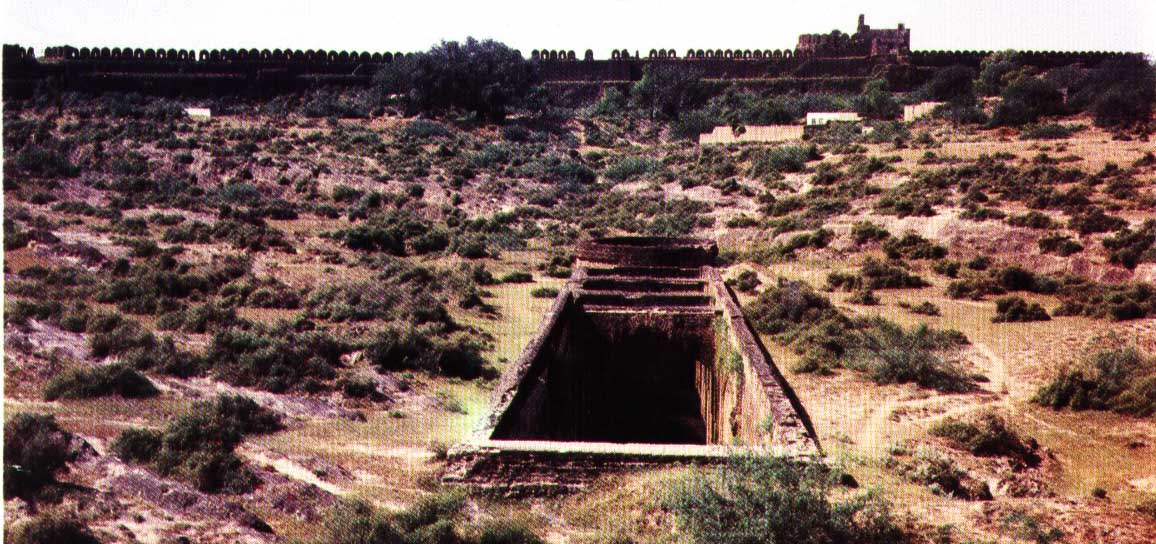
Il Baoli principale

Vi sono tre baoli o pozzi a gradini nel forte. Vennero costruiti tagliando i blocchi di calcare.

#### Baoliprincipale
Si trova al centro del forte ed è studiato per soldati, elefanti, cavalli, ecc. Questo baoli ha 148 gradini. Ogni gradino è largo 20 centimetri, e la parte superiore è scavata nella roccia. Ha tre archi della stessa larghezza del baoli.

#### Baolidi Shahi

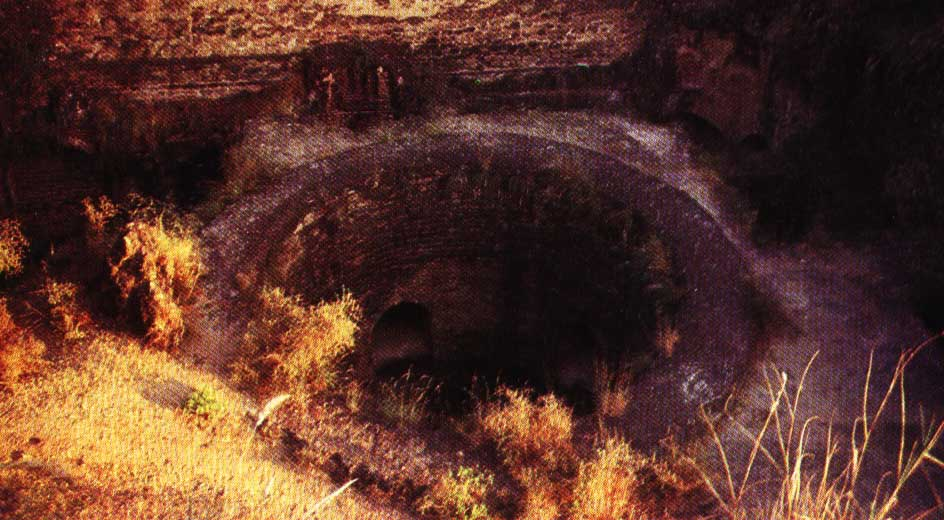
Baoli di Shahi

Si trova nei pressi della porta Kabuli ed è costruito per la famiglia reale. Ha 60 gradini ed una piccola stanza usata come bagno dal re.

#### Baolidella porta Sar
È un piccolo baoli vicino alla porta Sar, usato principalmente dai soldati

### Haveli di Man Singh

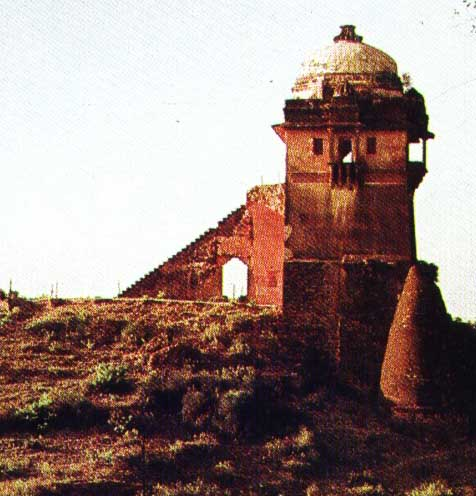
Haveli di Man Singh

Non è una struttura originale del forte. Venne costruita da un generale di Akbar, il raja Man Singh. Questi morì nel 1614, e quindi deve essere stato costruito tra il 1550 ed il 1614. È un edificio a due piani costruito con mattoni e gesso. Architetturalmente non mostra elementi in comune con gli altri edifici di Qila Rohtas. Parte della struttura è crollata. Sembra che contenesse quattro camere, di cui solo una è attualmente esistente.
La stanza rimasta è un quadrato di 5,5 metri di lato e con balconi all'esterno. Questi balconi sono simili a quelli sul lato esterno della porta Sohail. Si può osservare l'intero forte da questi balconi.
Mentre l'intero forte è costruito in stile afgano, questo Haveli è in stile Hindu.

### Rani Mahal

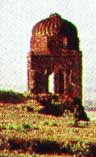
Rani Mahal

Il Rani Mahal (palazzo della regina) si trova nei pressi dell'Haveli di Man Singh. È una struttura con un unico piano, ed aveva in origine quattro stanze di cui solo una è rimasta in piedi. Le fondamenta delle quattro stanze sono ben visibili anche al giorno d'oggi.
È stato costruito in contemporanea con l'Haveli di Man Singh, per cui anch'esso non fa parte del forte originale, e mostra uno stile Hindu.
La stanza tuttora in piedi è alta circa 7 metri ed è riccamente ornata all'interno e all'esterno. Il tetto della stanza a cupola somiglia ad un fiore. L'interno del tetto è decorato con motivi floreali e finte finestre. La stanza ha una forma quadrata di 8 metri per lato.

## Ornamenti decorativi
Questo forte è un classico esempio di architettura "mascolina". Mette la funzionalità prima della forma, ad esempio non contiene edifici a scopo residenziale. Anche il re vive in tenda durante i suoi soggiorni al forte.

### Pietre scolpite
Queste sculture sono state trovate sulle porte e nella moschea. Molte di loro sono inscrizioni in arabo ed immagini di girasoli.
Una delle sculture si trova nella moschea di Shahi fuori dalla stanza dell'imam, e rappresenta il nome "Allah" scritto in arabo. La stessa scultura si trova sulla merlatura sopra la moschea.
I girasoli si trovano su ogni lato degli archi della moschea, e nei posti di guardia tra le porte.

### Inscrizioni calligrafiche
Molte inscrizioni si trovano nella moschea di Shahi. Sull'esterno delle mura la parola "Kalima" (parola) è scritta in bella grafia su entrambi i lati degli archi. Viene usata anche la grafia Naskh.
C'è un'inscrizione in persiano sulla porta Shishi che data la costruzione del forte. La stessa inscrizione si trova sulla porta Talaqi.
Altre scritte si trovano sulle porte Khwas Khani, Langar Khani e Gatali.

### Vetrate a mosaico
Questi mosaici si trovano sulla porta Shishi. Questo stile fu molto popolare tra i Mogol che il seguito lo raffinarono. Quelli della porta Shishi sono i primi di questo tipo, e furono costruiti a Lahore.

### Gessi
I gessi sono stati usati nella moschea di Shahi.

### Scoli
Gli scóli sono piccole aperture nella parte superiore delle mura. Venivano usate dai soldati per lanciare piombo fuso o altri liquidi bollenti sui nemici che tentavano di scalare le mura.
Forte Rohtas ne possiede centinaia ed ognuno di loro è decorato con motivi geometrici. Le immagini si riferiscono ad uno scolo nei pressi di Langar Khana.

## Stile architettonico
Questo forte venne costruito in stile afgano-persiano. Afgani e persiani arrivarono nel sub-continente indiano almeno cinque secoli prima della sua costruzione. Prima della sua erezione gli stili presenti nell'area non erano omogenei. Qila Rohtas è il primo mix dei due stili, mantenendo predominante quello afgano.
Gli elementi di architettura Hindu sono:
1. I balconi della porta Sohail
2. Le decorazioni della moschea di Shahi
3. L'Haveli di Man Singh

Gli elementi di architettura afgana sono:
1. Costruzioni utilitarie
2. Uso di pietre invece dei mattoni nella costruzione delle mura
3. Niente quartieri residenziali
4. Relativamente poche decorazioni

## Utilizzo
Sher Shah Suri morì prima del completamento di questa enorme struttura. Dieci anni dopo la sua morte e la fine della dinastia Suri, l'imperatore Humayun tornò a regnare sull'India per altri 15 anni.

Quando Humayun tornò a guidare il Governo di Rohtas Tatar Khan Kasi fuggì.

Questo forte non fu mai famoso sotto la guida dei Gran Mogol a causa del carattere militare. L'imperatore Akbar dormì qui per una sola notte, così come l'imperatore Jahangir nel suo viaggio verso il Kashmir. Egli disse queste parole riferendosi al forte:
(Imperatore Akbar)
Jahangir vi tornò quando venne obbligato a tornare a Kabul da Mahabat Khan. Nur Jahan, la sua bella moglie, ottenne truppe da Lahore ed ordinò a Mahabat Khan di liberare il marito. Jahangir si trasferì quindi a Rohtas e vi stabilì la propria corte per un certo periodo di tempo. In seguito andò nel Kashmir e tornò a Lahore, dove morì.
Gli ultimi Mogol non sembrano aver usato il forte. La ragione potrebbe risiedere nell'alleanza stretta con i Gakhar e, conseguentemente, nell'inutilità di dislocare truppe in questa zona.
I pashtun Durranis ne conoscevano l'importanza per il fatto che erano in lotta con i Gakhar e mantennero nel forte non solo una guarnigione, ma anche il governo centrale. Usarono questo forte per mantenere aperte le comunicazioni con Kabul.
I Sikh presero il potere dopo i Durrani, Maharaja Ranjit Singh era in questo campo quando seppe che il suo più grande generale Hari Singh Nalwa era stato ucciso a Jamrud dai pashtun sotto la guida di Wazir Akbar Khan, figlio del grande Amir Dost Mohammad Khan. I sobborghi di Kabul noti come "Mina Akbar Khan" sono dedicati a questo grande generale afgano.
Il maharaja consegnò il forte a Sardar Mohar Singh a cui successe Gurmukh Singh. In seguito venne dato in gestione a diverse persone, l'ultimo dei quali fu il raja Fazal Din Khan che si alleò con Sher Singh durante la ribellione.

## Himalayan Wildlife Foundation
Il programma di conservazione del forte Rohtas è stato creato dall'Himalayan Wildlife Foundation nel 2000 al fine di favorire la protezione di questo forte cinquecentesco vicino a Jhelum, e sviluppare il patrimonio dell'umanità rispettando gli standard di conservazione e del turismo. Il progetto viene portato avanti con la collaborazione dell'Ambasciata Reale Norvegese, e comprende:
1. Restauro completo della porta Shah Chandwali
2. Conservazione dell'Haveli di Man Singh
3. Conservazione della porta Talaqi e della porta Gatali
4. Creazione del museo di Sher Shah Suri al piano più alto della porta Sohail
5. Miglioramento della qualità della vita nel villaggio di forte Rohtas

## Luoghi vicini di importanza storica
All'esterno della porta Langar Khanisi trova la tomba di una donna chiamata Khayr al-Nisāʾ (lett. La migliore delle donne). Fu la figlia del ministro del cibo, Qadir Bukhsh. Morì qui e venne seppellita nelle vicinanze, ma in seguito fu trasportata a Sasaram.
Prima della costruzione della nuova Grande Strada Principale (Grand Trunk Road), Rohtas fu una stazione di posta sulla tratta Peshawar-Lahore. Questa strada aveva un caravanserraglio ogni miglio, ed uno di questi, in ottimo stato di conservazione, si trova un miglio a nord del forte.